# Pardosa xerampelina
Pardosa xerampelina är en spindelart som först beskrevs av Eugen von Keyserling 1877.  Pardosa xerampelina ingår i släktet Pardosa och familjen vargspindlar. Inga underarter finns listade i Catalogue of Life.